# Toxorhina (Ceratocheilus) simplicistyla
Toxorhina (Ceratocheilus) simplicistyla is een tweevleugelige uit de familie steltmuggen (Limoniidae). De soort komt voor in het Oriëntaals gebied.